# Asgrund (vid Lågnäs, Ingå)
Asgrund är en ö i Finland.   Den ligger i kommunen Ingå i den ekonomiska regionen  Raseborg  och landskapet Nyland, i den södra delen av landet, 50 km väster om huvudstaden Helsingfors.